# DTM 2006
DTM-säsongen 2006 kördes över 10 omgångar och vanns av Bernd Schneider i Mercedes-Benz.

## Delsegrare
| Datum        | Bana         | Vinnare         | Team     |
| ------------ | ------------ | --------------- | -------- |
| 9 april      | Hockenheim   | Bernd Schneider | Mercedes |
| 30 april     | Lausitzring  | Bernd Schneider | Mercedes |
| 21 maj       | Oschersleben | Tom Kristensen  | Audi     |
| 2 juli       | Brands Hatch | Mattias Ekström | Audi     |
| 23 juli      | Norisring    | Bruno Spengler  | Mercedes |
| 20 augusti   | Nürburgring  | Bruno Spengler  | Mercedes |
| 3 september  | Zandvoort    | Tom Kristensen  | Audi     |
| 24 september | Barcelona    | Martin Tomczyk  | Audi     |
| 15 oktober   | Le Mans      | Bruno Spengler  | Mercedes |
| 29 oktober   | Hockenheim   | Bruno Spengler  | Mercedes |

## Slutställning
| Plats | Förare                | Märke    | Poäng |
| ----- | --------------------- | -------- | ----- |
| 1     | Bernd Schneider       | Mercedes | 71    |
| 2     | Bruno Spengler        | Mercedes | 63    |
| 3     | Tom Kristensen        | Audi     | 56    |
| 4     | Martin Tomczyk        | Audi     | 32    |
| 5     | Jamie Green           | Mercedes | 31    |
| 6     | Mika Häkkinen         | Mercedes | 25    |
| 7     | Heinz-Harald Frentzen | Audi     | 21    |
| 8     | Mattias Ekström       | Audi     | 21    |
| 9     | Jean Alesi            | Mercedes | 15    |
| 10    | Timo Scheider         | Audi     | 12    |
| 11    | Alexandros Margaritis | Mercedes | 11    |
| 12    | Stefan Mücke          | Mercedes | 7     |
| 13    | Christian Abt         | Audi     | 6     |
| 14    | Frank Stippler        | Audi     | 3     |
| 15    | Daniel la Rosa        | Mercedes | 2     |
| 16    | Pierre Kaffer         | Audi     | 1     |